# Обикновена вълча ябълка
Обикновената вълча ябълка (Aristolochia clematitis) е тревисто многогодишно растение. Разпространено е по сухи, тревисти места, покрай стобори и пътища, плевел в окопните култури.

## Описание
Кореновата му система е права, неразклонена, набраздена, къса и пълзяща. Листата са жълто-зелени, закръглени, с изпъкнало по долната им страна жилкуване, достигащи дължина 3 – 15 см. Цветовете ѝ са жълти. Цъфти в края на пролетта и началото на лятото (май–юни). Плодът представлява едра крушообразна увиснала кутийка с множество семена.

## Разпространение
В България е разпространена до 700 м надморска височина в полските, предпланинските и планинските райони.

## Допълнителни сведения
Растението е отровно. Съдържа етерично масло, дъбилни вещества, клематитин, ябълчна киселина, антибиотични вещества, витамин С. Има противомикробно действие, използва се за заздравяване на рани, за лечение на гнойни възпаления по кожата, кожен сърбеж, протрита кожа, язви. Използва се също и за понижаване на артериалното налягане, понижаване тонуса на матката, увеличаване силата на сърдечните съкращения. При предозиране аристолохиевата киселина, съдържаща се във вълчата ябълка е капилярна отрова и причинява некротични възпаления в тубулния апарат на бъбреците. Използват се коренищата (отвара, настойка), надземната част (отвара).
Отровната съставка на вълчата ябълка, аристохолова киселина (aristolochic acid) е веществото с най-силно канцерогенно действие, което надминава това на никотина върху белия дроб и на ултравиолетовата светлина върху кожата. Поради това, употребата на вълчата ябълка в ролята на алтернативна медицина не е оправдано. Вътрешното приложение е много по-опасно от външното.
През 1956 година българският лекар, Йото Танчев, установява ендемичен синдром свързан с висока честота на бъбречни заболявания и рак на пикочните пътища, в областта на Враца. Първоначалната теория е свързана с тежки метали в питейната вода, поради карстовите източници на питейна вода в района. Тази теория е отхвърлена и опровергана и е заместена с хипотезата за замърсяване на брашното със семена на вълча ябълка. Подобни райони свързани с висока честота на бъбречни заболявания са установени и в Румъния и Югославия, където отново главна причина е присъствието на вълча ябълка, или използвана като алтернативна медицина, или случайно.